# Тіто Маргвелашвілі
Тіто Тадеозович Маргвелашвілі (груз. მარგველაშვილი ტიტე თადეოზის ძე, 1891–1891) — грузинський письменник, філософ і політик.

## Біографія
Народився 1891 року в Кутаїсі. Навчався у Лейпцизькому університеті. Здобувши докторський ступінь з історії в Університеті Галле-Віттенберга у 1914 році, повернувся до Грузії. Викладав у гімназії в Кутаїсі.
Член Грузинської національно-демократичної партії. 26 травня 1918 року був одним з підписантів Декларації незалежності Грузії.
Переконаний противник більшовицького режиму, після окупації більшовиками Грузії у 1921 році він емігрував до Німеччини і швидко став одним із лідерів політичної еміграції Грузії, був обраний керівником великої грузинської колонії емігрантів у Берліні. Читав лекції з філософії та походження у Берлінському університеті Фрідріха Вільгельма і працював у грузинській емігрантській газеті «Кавказ». 1931 року його дружина наклала на себе руки, бо сумувала за домом.
Після закінчення Другої світової війни жив у Берліні, у британському секторі окупації — Вільмерсдорфі. У грудні 1945 року він приїхав до Східного Берліна на зустріч із Шалвою Нуцубідзе. Зустріч була організована агентами НКВС, які використовували відомого філософа як приманку. Заарештований під час свого візиту до Нуцубідзе, Маргвелашвілі утримувався у в'язниці у східній частині міста, допитаний і підданий тортурам. Згодом депортований до Тбілісі і розстріляний як колабораціоніст у 1946 році.